# Neperigea niveirena
Neperigea niveirena là một loài bướm đêm trong họ Noctuidae.